# اندیس چم یوسف
چم یوسف یک اندیس فلزی است که در حوالی شهر لنجان استان اصفهان قرار دارد و مادهٔ معدنی موجود در آن، مس است.  